# NGC 4380
NGC 4380 (другие обозначения — UGC 7503, MCG 2-32-37, ZWG 70.61, VCC 792, IRAS12228+1017, PGC 40507) — спиральная галактика в созвездии Дева. Входит в скопление Девы. Была открыта 10 марта 1826 года британским астрономом Джоном Гершелем.

Этот объект входит в число перечисленных в оригинальной редакции «Нового общего каталога».